# Сармонт Валерій Миколайович
Валерій Миколайович Сармонт (нар. 28 січня 1992, Дніпродзержинськ, Дніпропетровська область, Україна) — російський футболіст українського походження, захисник.

## Життєпис
Народився в Дніпродзержинську, але футболом розпочав займатися в калінінградській СДЮСШОР-5. У 2012 році підписав контракт з «Батикою», але грав за аматорський фарм-клуб калінінградців «Балтика-М-Продгород» (Гур'євськ). У 2013 році переїхав до Польщі, де підсилив «Ромінду» (Голдап). Виступав у четвертій та третій лігах Польщі.
У 2015 році повернувся у «Батику». Дебютував у футболці новосибірську 31 серпня 2015 року в програному (0:1) поєдинку 9-го туру ФНЛ проти «Сибіру». Валерій вийшов на поле в стартовому складі та відіграв увесь матч. Дебютним голом у складі «Балтики» 16 березня 2016 року на 90-й хвилині переможного (1:0) виїзного поєдинку 26-го туру ФНЛ проти нижньогородської «Волги». У команді відіграв два сезони, за цей час у ФНЛ зіграв 43 матчі (2 голи). Напередодні старту сезону 2017/18 перейшов у «Луки-Енергія», де грав у Першості ПФЛ. У команді пробував два сезони, після чого залишив команду.